# Blida
Blida er en by i det nordlige Algeriet med et indbyggertal på 163.586 (2008) indbyggere. Byen er hovedstad i en provins af samme navn, og den ligger cirka 45 kilometer syd for hovedstaden Algier.